# Melis László
Melis László (Budapest, 1953. augusztus 14. – Budapest, 2018. február 12.) Erkel Ferenc-díjas magyar hegedűművész, zeneszerző.

## Életút
Hegedűszakon végzett a Zeneművészeti Főiskolán. 1978-ban egyik alapítója a kortárs zenét játszó és népszerűsítő 180-as Csoportnak. A formáció 1990-ig működött. Ez idő alatt öt darabot írt az együttesnek, melyek lemezen is megjelentek. A kilencvenes évektől elsősorban komponálással foglalkozik. Írt többek között kamaraoperát (A mosoly birodalma); Kleist meghal), balettzenét, balettkantátát, nagyzenekari művet. Sokat foglalkoztatott film (Anarchisták, Glamour, Presszó, Nyomozó...) és színházi zeneszerző (Holdbeli csónakos, Hazámhazám, Csongor és Tünde, Faust, Honderű, III. Richárd..); neve számos rádiójáték színlapján is megtalálható. Feltűnt a filmvásznon is. A halál kilovagolt Perzsiából című moziban főszereplő, de játszott Az Árvai-Művek című dokumentumfilmben is.
2010. szeptember 10-én volt a bemutatója a Budapesti Fesztiválzenekar felkérésére írt, Dionysia című művének. A nagy sikerű előadást Fischer Iván vezényelte.
| „ | A darab kísérlet arra, hogy felidézze az antikvitás egykor sikeres Dionysos kultuszának néhány rituális eseményét és szellemiségét, melyek a mai napig hatnak kultúránkra és ami igen sokat köszönhet neki, ha mást nem is, de például a színházat. Ezzel az időszakkal az évszázadok folyamán sokan foglalkoztak, de ez a mostani zene szándékában annyiban más, hogy támaszkodik az ógörög zeneelméletre és bár nem énekelt darab, bizonyos antik szövegekre is. Szó sincs rekonstrukcióról, ami egyébként is lehetetlennek tűnő feladat és talán ma nem igazán érdekes, de az a zenei teljesítmény, amit az antik görög kor megvalósított, mintegy sorvezetőnként funkcionálhat a megidézésben.Tudásunk erről, mint megmaradt emlékeink, töredékesek és megfejtésük minden eredmény ellenére bizonytalan, ezért igen szabad az a tér, amiben mozoghat a szerző. A darab több tételből áll: mindegyikük egy-egy rítust jelenít meg, a fallikus menettől az áldozat felajánláson keresztül a végső dionysosi őrjöngésig. Hangzásában és zenekarkezelésében alapvetően mai, a hagyományt csak mint mögöttes szervezőerőt használja. | ” |
|   | |   |

## Méltatás
| „ | Hangszerelés, dallamvilág, expresszivitás, és még sorolhatnánk Melis László tánckantátájának zenei paramétereit, melyek mind a nemes értelemben vett multikulturális gyökerű alkotás pregnáns összetevői. | ” |
|   | |   |

## Lemezei

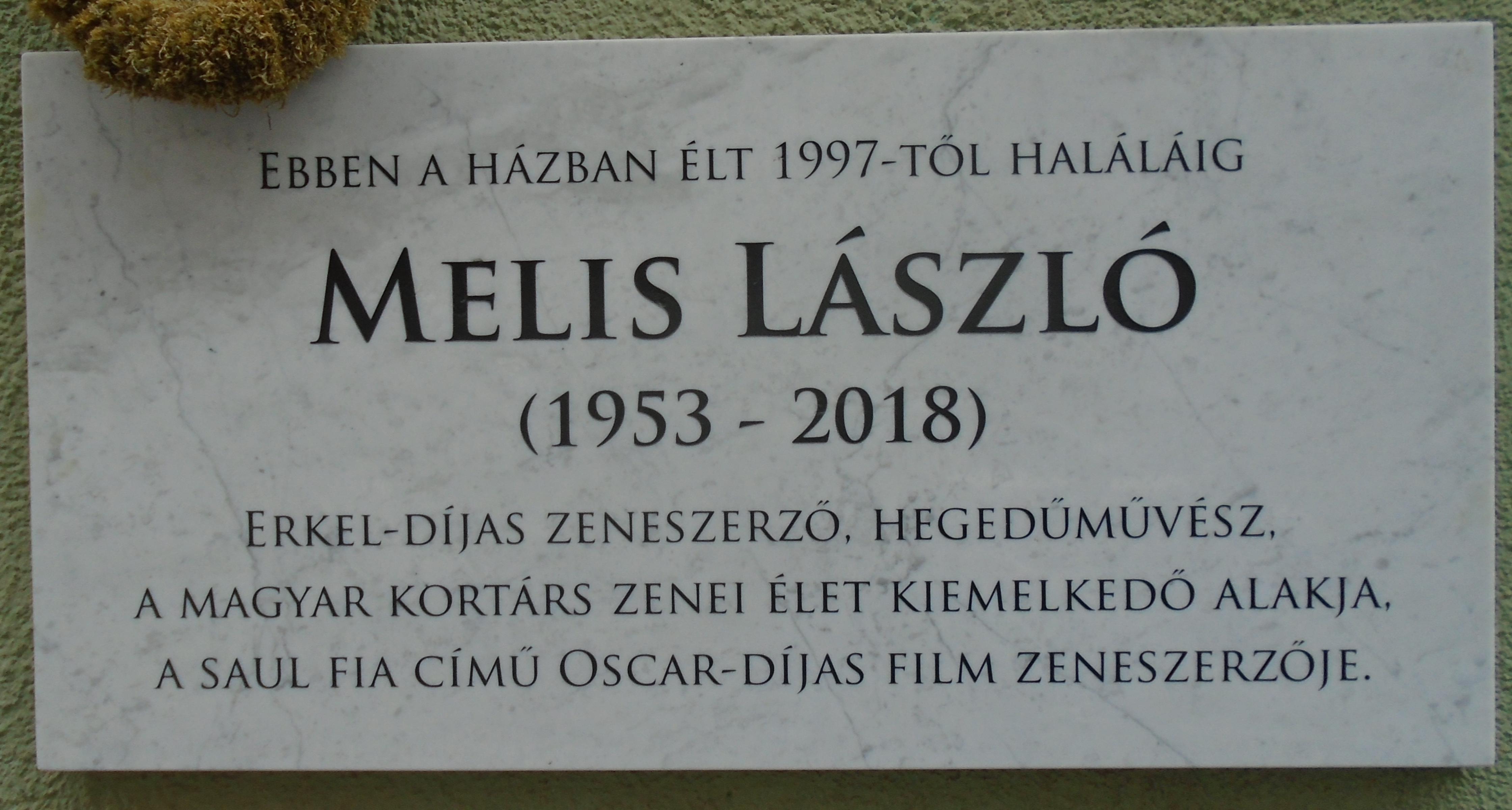
Emléktáblája Budapest VIII. kerületében

- 180-as lemez
- Maldoror énekei
- Gyöngykánon
- Henoch Apokalipszise
- Örmény legenda
- Cselló mánia
- Az időről és a folyóról
- Back & White
- A mosoly birodalma
- Holdbeli csónakos[3]

## Díjai
- Filmkritikusok díja (1995)
- Erkel Ferenc-díj (2008)

## Hang és kép
- A 180-as Csoport és barátai
- A nyomozó